# De man met de hoed (televisieprogramma)
De man met de hoed is een Nederlandse detectiveserie voor kinderen die in het najaar van 1993 op zondagochtend werd uitgezonden. De serie was een onderdeel van het jeugdblok van de VPRO, dat Villa Achterwerk heet.

## Verhaal
Illusionist Harrie (Smink) en zijn vrouw Toos (Heuer) reizen jarenlang als succesvol variétéduo de wereld rond. Geld speelt geen rol en het gaat hen goed totdat Harrie zijn gokverslaving steeds ernstige vormen begint aan te nemen. Als het duo terugkeert naar de Bloemenbuurt, waar ze zijn opgegroeid, lijkt de tijd daar te hebben stilgestaan. Bijna alle vrienden van vroeger zijn in de veilige, vertrouwde Bloemenbuurt gebleven. De bewoners vormen een hechte gemeenschap. Harrie, die een dubbel leven leidt, demonstreert zijn magische talenten in het openbaar aan de bewoners van de Bloemenbuurt maar, stiekem speelt hij ook Franse roulette in louche casino`s. Met behulp van een geheime formule, opgeslagen in een chip, wint hij gigantische bedragen. Tot de Man met de Hoed (Van Uffelen), die Harries praktijken in de smiezen heeft, de chip opeist en een ultimatum stelt. Harry komt te overlijden maar, waar is de chip? De achtergebleven Toos begint een café annex pension in de Bloembuurt, waar de Man met de Hoed direct zijn intrek neemt. Hij gaat naarstig op zoek gaat naar de felbegeerde chip en de bewoners van de altijd zo rustige buurt vallen van de ene bizarre situatie in de andere en, is de dood gewaande illusionist wel echt dood?

## Rolverdeling
- Rik van Uffelen - Hoed (de man met de hoed)
- Freark Smink - Harrie van Onderen
- Cecile Heuer - Toos van Onderen
- René van 't Hof - Hendrik Ambacht
- René Groothof - Ido Ambacht
- Beppie Melissen - Fré
- Loek Beumer - Ab
- Leny Breederveld - Til
- Thea Breederveld - Thea
- Kees Coolen - Burgemeester
- Huub van der Lubbe - Ajax
- Tjerk Risselada - Dicky
- Jeanette Oldenhave - Ans

## Afleveringen
- Het optreden
- Het leven gaat door
- De afvalrace
- De vuile was
- Vlinders en rups
- Lokaas
- De onthulling

## Trivia
- Bijna de gehele cast was rond die tijd ook in andere Villa Achterwerk-programma's te zien. Zo waren Lenny Breederveld, Thea Breederveld en Jeanette Oldenhave tezamen de 3 dikke dames. Dit waren een van de eerste presentatoren van het kinderblok dat toen nog niet de naam Villa Achterwerk droeg. Loek Beumer die ook in de serie speelt was de helft van een duo dat de 3 dikke dames opvolgde als presentatoren.
- Hazenpad 4, een eerdere jeugdserie die de VPRO uitzond, werd ook geschreven door Ellie van Dooren.
- Van de Man met de hoed is een boek verschenen bij La Rivière & Voorhoeve (ISBN 9038406916)